# Shashe Bridge
Shashe Bridge – wieś w Botswanie w dystrykcie North East. Według spisu ludności z 2011 roku wieś liczyła 1095 mieszkańców.